# Hélène Parmelin
Pour les articles homonymes, voir Parmelin.
Hélène Parmelin, de son vrai nom Hélène Jungelson, née le 19 août 1915 à Nancy et morte le 6 février 1998 à Paris 14e, est une journaliste, romancière et critique d'art française, engagée contre les guerres coloniales.

## Biographie

### Famille
Les parents russes juifs d'Hélène Jungelson, Arcadi Jungelson, agronome révolutionnaire, et Véra Halfin, avocate menchévik, fuient séparément la Russie tsariste, après l'échec de la révolution russe de 1905, et se retrouvent auprès de Lénine en Suisse puis s'installent en Lorraine.
Elle est sœur d'Olga Wormser.
Elle passe son baccalauréat au lycée Fénélon.

### Engagement militant
Hélène Parmelin rejoint le Parti communiste français en 1944. Elle est de 1944 à 1953 directrice du service culturel puis grand reporter au journal L'Humanité. Elle fait la connaissance et partage la vie, dans le XIVe arrondissement de Paris, du peintre communiste Édouard Pignon en 1947. Elle lui donne un fils, Nicolas, en septembre 1948 et l'épouse en juin 1950, l'année de la publication de son premier roman La Montée au mur, consacré à l'histoire du mur des fédérés, une apologie du PCF via une de ses cellules de quartier parisienne. Intime de Picasso, le couple séjourne régulièrement chez lui, à Vallauris notamment.
Au cours des trois années que dure l'affaire Henri Martin (1950-1953), Hélène Parmelin rédige quasiment chaque jour un article rendant compte des actions pour défendre ce « marin de la liberté ».
À partir de 1956 et des événements de Hongrie, Hélène Parmelin s'interroge sur le stalinisme. Après les révélations du « rapport Khrouchtchev », elle est à l'initiative, en 1956, d'une pétition d'artistes réclamant la tenue d'un congrès extraordinaire du PCF. Ce petit réseau clandestin de militants communistes, composé aussi de son époux Édouard Pignon, Victor Leduc, Paul Tillard, Anatole Kopp et Marc Saint-Saëns publia, sous pseudonymes et avec l'aide financière de Picasso, quelques numéros en 1956 et 1957 du bulletin mensuel L'Étincelle (en référence à Iskra, le journal de Lénine).
Elle signe en 1960 le Manifeste des 121 titré « Déclaration sur le droit à l’insoumission dans la guerre d'Algérie », condamne l'invasion de la Tchécoslovaquie par le pacte de Varsovie en 1968. Avec son ouvrage Libérez les communistes !, elle participe à la préparation du 23e Congrès du Parti communiste, espérant la condamnation du stalinisme en France comme il avait pu l'être dans d'autres pays, et l'affirmation qu'il ne peut exister de socialisme sans liberté. Elle continue, à l'extrême fin des années 70, à dénoncer les avatars du stalinisme, refusant de croire que pour les dirigeants français le stalinisme appartienne au passé, que le PCF ait rejeté ces pratiques et qu'il fonctionne en toute démocratie. 
Elle quitte le PCF avec Pignon en décembre 1980 en raison de l’invasion soviétique de l’Afghanistan. Dès janvier 1980, la direction du parti passe son opposition part "pertes et profits", comme celles d'Antoine Spire et Robert Merle.

### Postérité
Les archives d'Hélène Parmelin sont déposées à l'IMEC.

### Vie privée
Apres son bac, Hélène Parmelin part vivre pendant deux ans et demi en Indochine avec Georges Vidal, un officier militaire, qu'elle marie en 1934. Le couple se sépare à son retour en France.
En 1947, elle vit avec le peintre Édouard Pignon dans le 14e arrondissement de Paris. Ils se marient en juin 1950. Ils auront un fils en septembre 1948, Nicolas, devenu comédien.

## Œuvres

### Romans
- La Montée du mur (du Mur des Fédérés), Paris, Éditeurs français réunis, 1950 (Prix Fénéon 1951)
- Noir sur blanc, Paris, Julliard, 1954
- Le Diplodocus, Paris, Julliard, 1955
- Léonard dans l'autre monde, Paris, Julliard, 1957 ; Paris, 10/18, 1974[7]
- Le Taureau matador, roman-conte, Paris, Julliard, 1959
- Le Soldat connu, Paris, Julliard, 1962
- L'Amour-peintre, Paris, Julliard, 1962
- Aujourd'hui, Paris, Julliard, 1963
- Le Voyage à Lucerne (petit roman), Paris, Julliard, 1965
- Le Guerrier fourbu, Paris, Julliard, 1966
- La Gadgeture, roman, Paris, Julliard, 1967
- La Femme-crocodile, Paris, Julliard, 1968
- La Manière noire, Paris, Bourgois, 1970
- Le Perroquet manchot, Paris, Stock, 1974  (ISBN 9782234001671)
- La Femme écarlate, Paris, Stock, 1975  (ISBN 9782234003699)
- Le Monde indigo, Paris, Stock, 1978
- Le Soleil tombe sur la mer, Paris, Stock, 1978
- Cramponne, 1978
- Le Diable et les jouets ou la ballade des temps rétifs, roman, Paris, Ramsay, 1982  (ISBN 9782859562533)
- La Tortue surpeuplée, Paris, Bourgois, 1987  (ISBN 978-2267005097)

### Essais
- Arthur Dallidet : métallo, héros de la Résistance, fusillé par les hitlériens, dessins de Jean Amblard, Éditions sociales, 1949
- Un exemple : Henri Martin, second maître de la marine, 1951
- Cinq semaines chez les hommes libres, Paris, Éditeurs Français Réunis, 1951
- Matricule 2078 : L'affaire Henri Martin, Paris, Éditeurs français réunis, 1953
- Les Mystères de Moscou, Paris, Julliard, 1956
- Le Complexe de Filacciano (essai sur la dépolitisation), Paris, Julliard, 1960
- Libérez les communistes, Paris, Stock, 1979; 2000  (ISBN 9782234010789)
- Une passion pour Sanary, Aix-en-Provence, Edisud, 1980  (ISBN 2857440731)
- La Désinvolture, auto-pamphlet, Paris, Bourgois, 1983  (ISBN 9782267003437)

### L'art et les peintres
- Introduction à la peinture moderne, en collaboration avec Henri Wormser, Paris, Studio Raber, 1945
- Estampes chinoises révolutionnaires, Paris, Cercle d'art, 1951
- Le Massacre des innocents. L'art et la guerre, Paris, Cercle d'art, 1954
- Cinq peintres et le théâtre, Décors et costumes de Léger, Coutaud, Gischia, Labisse, Pignon, Paris, Cercle d'art, 1956
- Dayez, Paris, galerie Villand et Galanis, 1962
- Secrets d'alcôve d'un atelier, Paris, Cercle d'art, 1966
- Pierres et marbres de Lobo, œuvres de 1966 à 1968, préface de Hélène Parmelin, Galerie Villand et Galanis, Paris, 1968.
- L'Art et les anartistes (pamphlet), Paris, Bourgois, 1969
- L'Art et la rose, pamphlet, Paris, 10/18, 1972 ; 1983
- Les Peintres de Jean Vilar : Calder, Chastel, Gischia, Jacno, Lagrange, Manessier, Pignon, Prassinos et Singier, Fondation Jean Vilar, Avignon, 1984.

### Sur Picasso
- Picasso sur la place, Paris, Julliard, 1959
- Picasso, Les Dames de Mougins, Secrets d'alcôve d'un atelier, 2 lithographies originales, Paris, Cercle d'art, 1964
- Picasso, Le peintre et son modèle, Paris, Cercle d'art, 1965
- Picasso dit, Paris, Gonthier, 1966
- Picasso, Notre Dame de Vie, Paris, Cercle d'art, 1966
- Picasso, La flûte double, 16 reproductions de dessins, aquarelles et lavis de Picasso et une lithographie réduite de la Scène de famille, Saint-Paul-de-Vence, Au vent d'Arles, 530 exemplaires, 1967
- Picasso lithographe, Paris, Weber, 1970
- Voyage en Picasso, Paris, Robert Laffont, 1980  (ISBN 2221005023); Paris, Bourgois, 1994 (252 p.)  (ISBN 2267012286)
- Histoire de Madame H. P. [sur un portrait d'Hélène Parmelin par Picasso], Paris, Éditions Marval, 1996 (48 p.)  (ISBN 9782862341965)

### Sur Pignon
- Édouard Pignon, Paris, Galerie de France, 1960
- Pignon, Les Nus rouges, Paris, Galerie de France-Weber, 1973
- Histoire des Nus, Paris, Bourgois, 1976
- Pignon, préface de Jack Lang, textes de Jean-Louis Ferrier, Georges Duby, Gabrielle Althen, Alain Roger, Jean-Luc Chalumeau, Jean Lescure et Hélène Parmelin, Galeries Nationales du Grand Palais, Centre National des Arts Plastiques et Éditions Denoël, Paris, 1985  (ISBN 2-207-23107-0).
- Édouard Pignon: Touches en zigzag pour un portrait, suivi de “La peinture est une et indivisible”, propos enregistré de Pignon, Marval/Galerie Beaubourg, Paris, 1987  (ISBN 2-86234-009-X).

### Petit théâtre
- Le Contre-pitre, théâtre, Bourgois, 1973, Festival d'Avignon, 1974 (scénographie et costumes de Jacques Vimard
- Belperroque ou L'enterrement du perroquet, guignol en trois actes et un épilogue, Paris, Bourgois, 1977  (ISBN 2267000628)
- La Mort au diable, Paris, Bourgois, 1982